# Hylaea ochrearia
Hylaea ochrearia là một loài bướm đêm trong họ Geometridae.